# Czasza kuli

Czasza o promieniu i strzałce kuli o promieniu

Czasza kuli, czasza kulista – część wspólna sfery i półprzestrzeni domkniętej wyznaczonej przez płaszczyznę przecinającą tę sferę. Jest częścią sfery ograniczoną przez pewien okrąg leżący na tej sferze.
Bryła ograniczona przez czaszę i jej podstawę nazywa się odcinkiem kuli.

## Wzory
Pole powierzchni czaszy wynosi:
{\displaystyle S=2\pi rh,}
gdzie:
{\displaystyle r} – promień sfery,
{\displaystyle h} – strzałka czaszy, czyli odległość między środkiem podstawy a wierzchołkiem czaszy (punktem najbardziej odległym od płaszczyzny podstawy).
Zależność między strzałką a promieniem podstawy: {\displaystyle a={\sqrt {(2r-h)h}}.}